# نيلز إريك هاجلوند
نيلز إريك هاجلوند (19 يونيو 1893 – 19 مارس 1921) هو سبّاح سويدي راحل، مثّل بلاده في الألعاب الأولمبية الصيفية 1912.

## روابط خارجية
نيلز إريك هاجلوند على موقع أوليمبيديا (الإنجليزية)
- نيلز إريك هاجلوند على موقع اللجنة الأولمبية السويدية (السويدية)